# Liste der Kulturdenkmale in Droyßig
In der Liste der Kulturdenkmale in Doyßig sind alle Kulturdenkmale der Gemeinde Droyßig und ihrer Ortsteile aufgelistet. Grundlage ist das Denkmalverzeichnis des Landes Sachsen-Anhalt, das auf Basis des Denkmalschutzgesetzes des Landes Sachsen-Anhalt vom 21. Oktober 1991 durch das Landesamt für Denkmalpflege und Archäologie Sachsen-Anhalt erstellt und seither laufend ergänzt wurde (Stand: 31. Dezember 2022).

## Kulturdenkmale nach Ortsteilen

### Droyßig
| Lage                                                                  | Bezeichnung     | Beschreibung                                                                      | Erfassungs- nummer | Ausweisungsart               | Bild           |
| --------------------------------------------------------------------- | --------------- | --------------------------------------------------------------------------------- | ------------------ | ---------------------------- | -------------- |
| Bahnhofsweg 6 (Karte)                                                 | Mühle           | Obermühle                                                                         | 094 85848          | Baudenkmale                  | BW             |
| Bahnhofsweg 8 (Karte)                                                 | Bahnhof         |                                                                                   | 094 85847          | Baudenkmale                  | Bahnhof        |
| Camburger Straße 2 (Karte)                                            | Wohnhaus        |                                                                                   | 094 85849          | Baudenkmale                  | BW             |
| Camburger Straße 3 (Karte)                                            | Wohnhaus        |                                                                                   | 094 85850          | Baudenkmale                  | BW             |
| Camburger Straße 6 westliche Ecke Nordstraße (Karte)                  | Wohnhaus        |                                                                                   | 094 85851          | Baudenkmale                  | BW             |
| Camburger Straße 10 (Karte)                                           | Gaststätte      |                                                                                   | 094 85852          | Baudenkmale                  | BW             |
| Camburger Straße 26 (Karte)                                           | Kirche          | St. Marien (Droyßig)                                                              | 094 85853          |                              | Weitere Bilder |
| Camburger Straße 37, 38, 39, 40 (Karte)                               | Häusergruppe    |                                                                                   | 094 85854          | Denkmalbereich               | BW             |
| Camburger Straße 49 (Karte)                                           | Wohnhaus        |                                                                                   | 094 85855          | Baudenkmale                  | BW             |
| Friedensstraße (Karte)                                                | Kapelle         | Friedhofskapelle                                                                  | 094 85498          | Baudenkmale                  | BW             |
| Hassel ehem. Hassel, am südlichen Rand der Ortschaft (Karte)          | Kirche          |                                                                                   | 094 85890          |                              | Weitere Bilder |
| Hassel 1 ehem. Hassel (Karte)                                         | Wohnhaus        |                                                                                   | 094 85885          | Baudenkmale                  | BW             |
| Hassel 3 ehem. Hassel (Karte)                                         | Toranlage       |                                                                                   | 094 85886          | Baudenkmale                  | BW             |
| Hassel 8 ehem. Hassel (Karte)                                         | Bauernhof       |                                                                                   | 094 85887          | Baudenkmale                  | BW             |
| Hassel 14 ehem. Hassel (Karte)                                        | Bauernhof       |                                                                                   | 094 85888          | Baudenkmale                  | BW             |
| Kirchplatz 5 (Karte)                                                  | Gasthaus        |                                                                                   | 094 85858          | Baudenkmale                  | Gasthaus       |
| Kirchplatz 6 (Karte)                                                  | Wohnhaus        |                                                                                   | 094 85859          | Baudenkmale                  | BW             |
| Kirchplatz 8 (Karte)                                                  | Kirche          | Hauptartikel: St. Bartholomäi (Droyßig)                                           | 094 86634          |                              | Weitere Bilder |
| Markt 1, 2, 3, 4, 5, 6, 6b, 8, 9, 10, 11, 12, 13, 13a, 14, 15 (Karte) | Platz           |                                                                                   | 094 85861          | Denkmalbereich               | Platz          |
| Markt 4 (Karte)                                                       | Bauernhof       |                                                                                   | 094 86745          | Baudenkmale                  | BW             |
| Markt 5 (Karte)                                                       | Wohnhaus        |                                                                                   | 094 86741          | Baudenkmale                  | BW             |
| Markt 6 (Karte)                                                       | Brauhaus        |                                                                                   | 094 86746          | Baudenkmale                  | Brauhaus       |
| Nordstraße 3 (Karte)                                                  | Wohnhaus        |                                                                                   | 094 85862          | Baudenkmale                  | BW             |
| Nordstraße 8 (Karte)                                                  | Villa           |                                                                                   | 094 85863          | Baudenkmale                  | BW             |
| Schkauditzer Weg                                                      | Grabmal         |                                                                                   | 094 86744          | Baudenkmale                  |                |
| Schloßstraße 1 (Karte)                                                | Wohnhaus        |                                                                                   | 094 85864          | Baudenkmale                  | BW             |
| Schloßstraße 3 (Karte)                                                | Bauernhof       |                                                                                   | 094 85865          | Baudenkmale                  | BW             |
| Schloßstraße 6 (Karte)                                                | Villa           | Wohnhaus des Zimmermanns, Baumeisters und Architekten Friedrich Wilhelm Hierschel | 094 85866          | Baudenkmale                  | Villa          |
| Schulstraße (Karte)                                                   | Toranlage       |                                                                                   | 107 20002          | Baudenkmale                  | BW             |
| Schulstraße 4 (Karte)                                                 | Wohnhaus        |                                                                                   | 094 85868          | Baudenkmale                  | BW             |
| Schulstraße 8 (Karte)                                                 | Wohnhaus        |                                                                                   | 094 85869          | Baudenkmale                  | BW             |
| Schulstraße 11 (Karte)                                                | Wohnhaus        |                                                                                   | 094 85870          | Baudenkmale                  | BW             |
| Waldstraße 9 (Karte)                                                  | Bauernhof       |                                                                                   | 094 85871          | Baudenkmale                  | BW             |
| Waldstraße 15 (Karte)                                                 | Bauernhof       |                                                                                   | 094 85872          | Baudenkmale                  | BW             |
| Waldstraße 16 (Karte)                                                 | Wohnhaus        |                                                                                   | 094 85873          | Baudenkmale                  | BW             |
| Waldstraße 21 (Karte)                                                 | Villa           |                                                                                   | 094 85874          | Baudenkmale                  | BW             |
| Waldstraße 22 (Karte)                                                 | Villa           |                                                                                   | 094 85875          | Baudenkmale                  | BW             |
| Waldstraße 23 (Karte)                                                 | Villa           |                                                                                   | 094 85876          | Baudenkmale                  | BW             |
| Waldstraße 41 (Karte)                                                 | Wohnhaus        |                                                                                   | 094 85877          | Baudenkmale                  | BW             |
| Wilhelm-Kritzinger-Straße 1 (Karte)                                   | Wohnhaus        |                                                                                   | 094 85878          | Baudenkmale                  | BW             |
| Wilhelm-Kritzinger-Straße 2, 3, 4 (Karte)                             | Häusergruppe    |                                                                                   | 094 85879          | Denkmalbereich               | BW             |
| Wilhelm-Kritzinger-Straße 7 (Karte)                                   | Wohnhaus        |                                                                                   | 094 85881          | Baudenkmale                  | BW             |
| Wilhelm-Kritzinger-Straße 11 (Karte)                                  | Villa           |                                                                                   | 094 85882          | Baudenkmale                  | BW             |
| Wilhelm-Kritzinger-Straße 4a (Karte)                                  | Kindergarten    |                                                                                   | 094 85880          | Baudenkmale                  | BW             |
| Zeitzer Straße 3 (Karte)                                              | Schule          | Christophorus-Gymnasium                                                           | 094 85884          |                              | Weitere Bilder |
| Schloss (Karte)                                                       | Schloss Droyßig | Schloss                                                                           | 094 85867          | Baudenkmal                   | Weitere Bilder |
| Schloss, im Komplex des Schlosses Droyßig (Karte)                     | Kapelle         | Kapelle                                                                           | 094 85867 001      | Teilobjekt eines Baudenkmals | Weitere Bilder |
| Schloss (Karte)                                                       | Park            | Park                                                                              | 094 85867 002      | Teilobjekt eines Baudenkmals | BW             |

### Stolzenhain
| Lage                                           | Bezeichnung    | Beschreibung | Erfassungs- nummer | Ausweisungsart | Bild           |
| ---------------------------------------------- | -------------- | --- | ------------------ | -------------- | -------------- |
| Droyßig am östlichen Ortseingang (Karte)       | Gedenkstein    | | 094 86450          | Baudenkmale    | BW             |
| Stolzenhain (Karte)                            | Kirche         | Die Kirche des Ortes ist ein rechteckiger Putzbau aus dem Jahr 1731 mit einem Turm über dem polygonalen Ostteil. Der flachgedeckte Saal ist im Innern mit einer Hufeisenempore und einem Kanzelaltar ausgestattet. Aus dem Ende des 15. Jahrhunderts stammt ein unterlebensgroßer Holzkruzifix. | 094 86468          |                | Weitere Bilder |
| Stolzenhain (Karte)                            | Kriegerdenkmal | | 094 86729          | Baudenkmale    | Kriegerdenkmal |
| Stolzenhain 2 (Karte)                          | Wohnhaus       | | 094 86458          | Baudenkmale    | BW             |
| Stolzenhain 5 (Karte)                          | Scheune        | | 094 86456          | Baudenkmale    | BW             |
| Stolzenhain 6 (bei) (Karte)                    | Sühnekreuz     | mittelalterliches Steinkreuz auf kleinem Sockel; nördlich der Kirche auf dem Kirchhof | 094 66189          | Kleindenkmal   | Weitere Bilder |
| Stolzenhain 9 (Karte)                          | Bauernhof      | | 094 86465          | Baudenkmale    | BW             |
| Stolzenhain 13 (Karte)                         | Bauernhof      | | 094 86460          | Baudenkmale    | BW             |
| Stolzenhain 16 (Karte)                         | Bauernhof      | | 094 86461          | Baudenkmale    | BW             |
| Stolzenhain 17 (Karte)                         | Bauernhof      | | 094 86462          | Baudenkmale    | BW             |
| Stolzenhain 19, 20, 21, 22, 23, 24, 25 (Karte) | Straßenzeile   | | 094 86459          | Denkmalbereich | BW             |
| Stolzenhain 19 (Karte)                         | Bauernhof      | | 094 86463          | Baudenkmale    | BW             |
| Stolzenhain 20 (Karte)                         | Bauernhof      | | 094 86464          | Baudenkmale    | BW             |
| Stolzenhain 21 (Karte)                         | Bauernhof      | | 094 86466          | Baudenkmale    | BW             |
| Stolzenhain 23 (Karte)                         | Bauernhof      | | 094 86467          | Baudenkmale    | BW             |

### Weißenborn
| Lage                                             | Bezeichnung    | Beschreibung | Erfassungs- nummer | Ausweisungsart | Bild           |
| ------------------------------------------------ | -------------- | --- | ------------------ | -------------- | -------------- |
| Bauerngasse 4 (Karte)                            | Stall          | | 094 86445          | Baudenkmale    | BW             |
| Dorfstraße (Karte)                               | Kirche         | Die im Kern mittelalterliche Dorfkirche ist ein einschiffiges Gebäude mit einem querrechteckigen Ostturm und einer gleichbreit anschließenden Polygonalapsis. Der Turm ist im Erdgeschoss in kräftigen Rundbögen nach Osten und Westen geöffnet. Das Gebäude wurde im 18. Jahrhundert stark verändert. | 094 86418          |                | Weitere Bilder |
| Dorfstraße (Karte)                               | Kriegerdenkmal | Denkmal für die Gefallenen der beiden Weltkriege, westlich am Aufgang zur Kirche; massiver Sandsteinquader mit Inschriften sowie zwei davor liegende Namenstafeln | 094 86446          | Baudenkmale    | Weitere Bilder |
| Dorfstraße 33 (Karte)                            | Wohnhaus       | | 094 86448          | Baudenkmale    | Wohnhaus       |
| Dorfstraße, Mühlenweg An der Straßenecke (Karte) | Wegweiser      | | 094 86447          | Baudenkmale    | BW             |

## Ehemalige Kulturdenkmale nach Ortsteilen
Die nachfolgenden Objekte waren ursprünglich ebenfalls denkmalgeschützt oder wurden in der Literatur als Kulturdenkmale geführt. Die Denkmale bestehen heute jedoch nicht mehr, ihre Unterschutzstellung wurde aufgehoben oder sie werden nicht mehr als Denkmale betrachtet. Mitunter sind Einzelobjekte aber noch immer Bestandteil eines geschützten Denkmalbereichs.

### Droyßig
| Lage                                 | Bezeichnung | Beschreibung                         | Erfassungs- nummer | Ausweisungsart | Bild |
| ------------------------------------ | ----------- | ------------------------------------ | ------------------ | -------------- | ---- |
| Bahnhofsweg 7 (Karte)                | Villa       |                                      | 094 85846          | Baudenkmal     | BW   |
| Wilhelm-Kritzinger-Straße 12 (Karte) | Villa       | Sogenanntes Forsthaus der Prinzessin | 094 85883          | Baudenkmal     | BW   |

### Weißenborn
| Lage                  | Bezeichnung | Beschreibung | Erfassungs- nummer | Ausweisungsart | Bild |
| --------------------- | ----------- | ------------ | ------------------ | -------------- | ---- |
| Dorfstraße 51 (Karte) | Wohnhaus    |              | 094 86449          | Baudenkmal     | BW   |

## Legende
In den Spalten befinden sich folgende Informationen:
- Lage: Nennt den Straßennamen und wenn vorhanden die Hausnummer des Kulturdenkmals. Die Grundsortierung der Liste erfolgt nach dieser Adresse. Der Link „Karte“ führt zu verschiedenen Kartendarstellungen und nennt die geographischen Koordinaten.
Link zu einem Kartenansichtstool, um Koordinaten zu setzen. In der Kartenansicht sind Baudenkmale ohne Koordinaten mit einem roten bzw. orangen Marker dargestellt und können in der Karte gesetzt werden. Baudenkmale ohne Bild sind mit einem blauen bzw. roten Marker gekennzeichnet, Baudenkmale mit Bild mit einem grünen bzw. orangen Marker.
- Offizielle Bezeichnung: Nennt den Namen, die Bezeichnung oder zumindest die Art des Kulturdenkmals und verlinkt, soweit vorhanden, auf den Artikel zum Objekt.
- Beschreibung: Nennt bauliche und geschichtliche Einzelheiten des Kulturdenkmals, vorzugsweise die Denkmaleigenschaften.
- Erfassungsnummer: Für jedes Kulturdenkmal wird in Sachsen-Anhalt eine 20stellige Erfassungsnummer vergeben. Die letzten zwölf Ziffern werden für die Untergliederung nach Teilobjekten genutzt und werden nur angegeben, soweit vergeben. In dieser Spalte kann sich folgendes Icon  befinden, dies führt zu Angaben zu diesem Baudenkmal bei Wikidata.
- Ausweisungsart: Die Einordnung des Denkmales nach § 2 Abs. 2 DenkmSchG LSA
- Bild: Ein Bild des Denkmales, und gegebenenfalls einen Link zu weiteren Fotos des Kulturdenkmals im Medienarchiv Wikimedia Commons. Wenn man auf das Kamerasymbol klickt, können Fotos zu Kulturdenkmalen aus dieser Liste hochgeladen werden: